# 别无选择 (政治口号)
别无选择（英語：There is no alternative），简称蒂纳（TINA），是一句政治口号，主张资本主义是唯一可行的制度。英国首相玛格丽特·撒切尔在执政初期多次使用该口号。
2010年，德国总理安格拉·默克爾在回应歐洲主權債務危機问题时使用了意为“别无选择”的“alternativlos”（相当于英文“alternative-less”）一词，该词被德国语言学会评为当年“年度恶词”。2013年成立的德國另類選擇黨（Alternative für Deutschland）的命名是对默克尔“别无选择”口号的影射和回应。
2013年，英国首相戴维·卡梅伦在谈及英国的紧缩计划时再次提到这一说法，称“若曾有其他办法那我就用了。但是别无选择”（If there was another way I would take it. But there is no alternative）。

## 批评

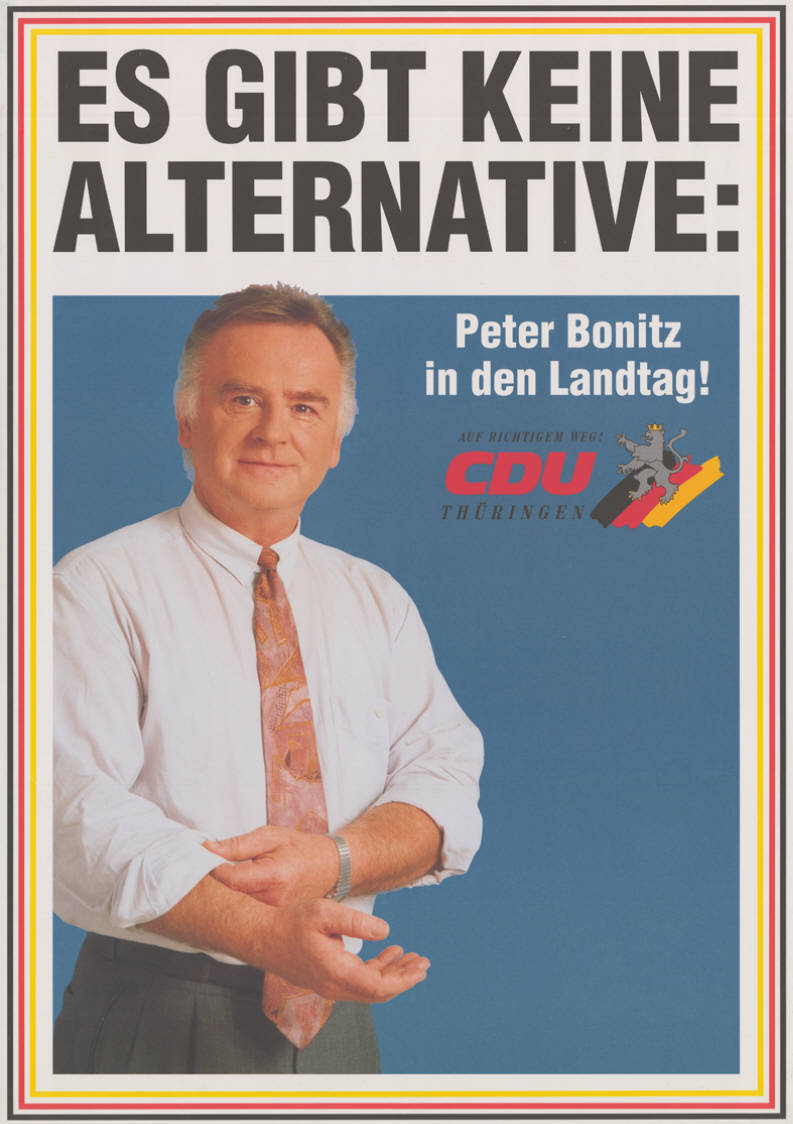
1994年德国基督教民主联盟党竞选人彼得·博尼茨的海报，上面标有德文的“别无选择”（Es gibt keine Alternative）

该原则的反对者们常以嘲讽的方式使用这一口号。例如，作为“湿派”领头人之一的下議院領袖诺曼·圣约翰-斯特瓦斯给撒切尔夫人取了个绰号“蒂纳”（Tina），即“There is no alternative”的首字母缩写。全球化批评家苏珊·乔治在2001年创造了反对口号“另一个世界是可能的”（another world is possible）。